# Selaginella acutifolia
Selaginella acutifolia là một loài dương xỉ trong họ Selaginellaceae. Loài này được Stolze Valdespino mô tả khoa học đầu tiên năm 2004.